# Фрэнсис, Джини
Джини Фрэнсис (англ. Genie Francis; род. 26 мая 1962, Энглвуд, Нью-Джерси) — американская телевизионная актриса, наиболее известная по ролям в дневных мыльных операх.

## Жизнь и карьера
Фрэнсис наиболее известна по своей роли Лауры Спенсер в дневной мыльной оперы «Главный госпиталь», в которой она снималась на протяжении трёх десятилетий, начиная с 1976 года. Фрэнсис считается одной из наиболее популярных актёров мыльных опер восьмидесятых благодаря успеху своей героини у зрителей. В 2007 году она выиграла Дневную премию «Эмми» за лучшую женскую роль второго плана за роль в мыльной опере «Главный госпиталь». Также она известна по ролям в мыльных операх «Дни нашей жизни» (1987—1989), «Все мои дети» (1990—1992) и «Молодые и дерзкие» (2011—2012).
Фрэнсис несколько раз покидала и возвращалась в «Главный госпиталь». В 1983 году, на пике популярности она в первый раз ушла из шоу чтобы начать карьеру в прайм-тайм и получила главную роль в телесериале «Обнажённый аромат», который был закрыт после одного сезона. Затем она снялась в трёх частях мини-сериала «Север и Юг», а также была гостем в сериалах «Отель», «Она написала убийство» и «Розанна». В конце концов не сумев сделать стабильную карьеру за пределами дневного эфира она вернулась в мыльные оперы и снималась в них на протяжении десятилетий.
С 1988 года замужем за актёром Джонатаном Фрейксом, у них двое детей.

## Фильмография
- 1976—1982, 1983—1984, 1993—2002, 2006, 2008, 2013 — Главный госпиталь / General Hospital
- 1983 — Обнажённый аромат / Bare Essence
- 1985 — Север и Юг / North and South
- 1986 — Север и Юг 2 / North and South, Book II
- 1987—1989 — Дни нашей жизни / Days of Our Lives
- 1990—1992 — Все мои дети / All My Children
- 1994 — Север и Юг 3 / Heaven & Hell: North & South, Book III
- 1995 — Сумеречный ужас / Terror in the Shadows
- 2004 — Предвестники бури / Thunderbirds
- 2011—2012 — Молодые и дерзкие / The Young and the Restless